# Ludwig Hammermayer
Ludwig Hammermayer (* 7. Oktober 1928 in Ingolstadt; † 10. Oktober 2022) war ein deutscher Historiker.

Ludwig Hammermayer studierte Geschichte, Anglistik und Germanistik an der Universität München. Studienaufenthalte hatte er in Großbritannien, Rom und Paris. Im Jahre 1954 wurde er in München über die Gründungs- und Frühgeschichte der Bayerischen Akademie der Wissenschaften promoviert. Von 1957 bis 1962 war er als Studienrat im Schuldienst tätig. Die Habilitation für Mittlere und Neuere Geschichte erfolgte 1968. Hammermayer lehrte von 1978 bis zu seiner Emeritierung 1991 als Professor für Mittlere und Neuere Geschichte an der Ludwig-Maximilians-Universität München. Im Jahre 2008 erhielt er die Verdienstmedaille der Bayerischen Akademie der Wissenschaften.
Sein Forschungsschwerpunkt war das 18. Jahrhundert mit den Auseinandersetzungen der Aufklärung im katholischen Raum Süddeutschlands und Österreichs. Seine Dissertation wurde zum Ausgangspunkt für seine Forschungen zur Akademiengeschichte und mündete in die Studie Akademiebewegung und Wissenschaftsorganisation während der zweiten Hälfte des 18. Jahrhunderts (1976). Ein weiterer Schwerpunkt waren die Kulturbeziehungen zwischen England und Bayern vom 17. bis 19. Jahrhundert. Grundlegend wurden seine Arbeiten zur Geschichte der Bayerischen Akademie und des Illuminatenordens. Er galt als einer der führenden Experten der Geschichte Bayerns im 18. Jahrhundert. Für das von Max Spindler herausgegebene Handbuch der Bayerischen Geschichte verfasste er den Beitrag Das Ende des alten Bayern, 1745–1799.

## Schriften (Auswahl)
- Geschichte der Bayerischen Akademie der Wissenschaften.
  - Bd. 1: Gründungs- und Frühgeschichte. 1759–1769. München 1959, unveränderter Nachdruck, München 1983, ISBN 3-406-09671-9.
  - Bd. 2: Zwischen Stagnation, Aufschwung und Illuminatenkrise, 1769–1786. München 1983, ISBN 3-406-09672-7.
- Der Wilhelmsbader Freimaurer-Konvent von 1782. Ein Höhe- und Wendepunkt in der Geschichte der deutschen und europäischen Geheimgesellschaften. Schneider, Heidelberg 1980.